# Ludolf König
Ludolf König von Wattzau, talvolta scritto Weizau (fine del XIII secolo – 1347 o 1348), è stato il ventesimo Gran maestro dell'Ordine teutonico dal 1342 fino alle sue dimissioni nel 1345.

## Biografia
König nacque alla fine del XIII secolo. La data precisa della sua adesione all'Ordine teutonico è ignota e controversa, ma viene menzionato per la prima volta nel 1332 col titolo di Gran Tesoriere dell'ordine. Nel 1338 König divenne Grand Komtur di Marienburg e colonizzò immediatamente la regione circostante il castello. Nel 1342 il capitolo dell'ordine lo nominò Gran Maestro.
L'evento più rimarchevole del breve regno di König fu il Trattato di Kalisz siglato con il Regno di Polonia l'8 luglio 1343.
Come avevano fatto molti altri Grandi Maestri a lui predecessori, König guidò molte guerre contro il Granducato di Lituania. Una guerra con la Lituania, databile al 1345, causò danni in vasta scala alla regione della Prussia (amministrata dall'ordine), che causò, secondo cronache dell'epoca, lo sviluppo di una malattia mentale di König. Egli si dimise quindi dall'incarico di Gran Maestro nel 1345 e ottenne il titolo di Komtur di Engelsburg. Secondo le cronache, egli recuperò la propria salute mentale, ma morì nel 1347 o nel 1348.